# Albert Lawrence
Albert „Al” Lawrence (ur. 26 kwietnia 1961) – jamajski lekkoatleta specjalizujący się w krótkich biegach sprinterskich, dwukrotny uczestnik letnich igrzysk olimpijskich (Moskwa 1980, Los Angeles 1984), srebrny medalista olimpijski z Los Angeles w biegu sztafetowym 4 x 100 metrów.

## Sukcesy sportowe
| Rok  | Miasto      | Zawody               | Konkurencja        | Wynik         |
| ---- | ----------- | -------------------- | ------------------ | ------------- |
| 1979 | Kingston    | CARIFTA Games        | sztafeta 4 x 100 m | złoty medal   |
| 1984 | Los Angeles | Igrzyska olimpijskie | sztafeta 4 x 100 m | srebrny medal |

## Rekordy życiowe
- bieg na 100 metrów – 10,34 – Brownwood 28/04/1981